# ショート・ストーリーズ
『ショート・ストーリーズ』（Short Stories）は、ジョン・アンド・ヴァンゲリスのアルバム。

## 概要
ジョン・アンド・ヴァンゲリス名義の初アルバム。それ以前から二人のコラボは存在したが、正式な音楽ユニットの作品としてリリースしたアルバムはこれが最初である。

## 収録曲
全曲、ヴァンゲリス作曲、ジョン・アンダーソン作詞
1. キュリアス・エレクトリック - "Curious Electric" (6:43)/(6:42)
2. イーチ・アンド・エヴリデイ - "Each and Everyday" (3:43)
3. バード・ソング - "Bird Song" (1:25)/(5:07=2.+3.)
4. アイ・ヒア・ユー・ナウ - "I Hear You Now" (5:13)/(5:11)
5. ザ・ロード - "The Road" (4:31)/(4:31)
6. ファーラウェイ・イン・バーガッド - "Far Away in Baagad" (2:50)/(8:02)
7. ラヴ・イズ - "Love Is" (5:13)
8. ワン・モア・タイム - "One More Time" (6:18)/(6:17=7.+8.)
9. 雷鳴 - "Thunder" (2:14)/(2:13)
10. プレイ・ウィズイン・ア・プレイ - "A Play Within a Play" (7:02)/(7:02)

### 収録時間について
太字の方の収録時間は初期発売盤CD(800 027-2)のライナーノーツを踏襲している。このCDは、ディスクそのものは全8トラック構成となっており、2曲目と3曲目/7曲目と8曲目がひとつのトラックになっているが、ライナーノーツでは全10曲で構成され、収録時間は2曲目と3曲目/7曲目と8曲目がひとつにまとめられている。
ただし、実際に収録されている楽曲の時間は、6曲目+7曲目(トラック5)が8分2秒、8曲目(トラック6)が6分17秒となっており、ライナーノーツとは異なった構成になっている。

## 参加メンバー
- ジョン・アンダーソン (Jon Anderson) - ボーカル
- ヴァンゲリス (Vangelis) - キーボード、シンセサイザー、ピアノ、エレクトロニクス
- ラファエル・プレストン (Raphael Preston) - アコースティックギター

## 制作年
CD(800 027-2)のクレジット欄には「(C)1979」と記載されている。ただしAll Music Guideや、インターネット上の通販カタログの多くには1980年と記載されている。なお、各曲は以下の様に分類されている。
- (P) 1,2,3,5,6,7,8,10 = 1980 POLYDOR INTERNATIONAL GMBH
- (P) 4,9 = 1979 POLYDOR INTERNATIONAL GMBH